# Nasso (comune)
Nasso (in greco Νάξος?, Naxos) è un ex comune della Grecia nella periferia dell'Egeo Meridionale (unità periferica di Nasso) con 12 089 abitanti secondo i dati del censimento 2001.
È stato soppresso a seguito della riforma amministrativa, detta Programma Callicrate, in vigore dal gennaio 2011 ed è ora compreso nel comune di Nasso e Piccole Cicladi.
Era compreso nella periferia delle Cicladi.